# 유패 (성향절후)
유패(劉霸, ? ~ 기원전 18년)는 전한 말기의 제후로, 평간경왕의 손자이다.

## 행적
아버지 유경의 뒤를 이어 성향후(成鄕侯)에 봉해졌다.
홍가 3년(기원전 18년)에 죽으니 시호를 절이라 하였고, 아들이 없어 봉국은 폐지되었다.

## 출전
- 반고, 《한서》 권15하 왕자후표 下

| 선대 아버지 성향질후 유경 | 전한의 성향후 ? ~ 기원전 18년 | 후대 (7년 후) 동생 유과 |